# دارمكون
دارمكون هي قرية في مقاطعة سردشت، إيران. يقدر عدد سكانها بـ 164 نسمة بحسب إحصاء 2016.